# Comté de Sebastian
Pour les articles homonymes, voir Sebastian.
Le comté de Sebastian est un comté situé dans l'ouest de l'État de l'Arkansas, aux États-Unis.
Il comptait en 2010 une population de 125 744 habitants répartis sur 1 414 km², soit une densité de population de 91 habitants par km².
Le comté est situé dans l'est de l'Arkansas, dans la vallée du fleuve du même nom. Il est entouré au nord par la forêt nationale d'Ozark et au sud la forêt nationale d'Ouachita. Il possède une limite à l'ouest avec l'État de l'Oklahoma.
Le comté a deux sièges de comté : Greenwood et Ft. Smith.
Créé le 6 janvier 1851, il a été nommé d'après William King Sebastian, sénateur de l'Arkansas. John Sebastian Little, représentant et gouverneur de l'Arkansas, est né dans le comté le 14 mars 1851.

## Villes du comté
- Barling
- Bonanza
- Central City
- Ft. Smith
- Greenwood
- Hackett
- Hartford
- Huntington
- Lavaca
- Midland

## Démographie
| 1860  | 1870   | 1880   | 1890   | 1900   | 1910   |
| ----- | ------ | ------ | ------ | ------ | ------ |
| 9 238 | 12 940 | 19 560 | 33 200 | 36 935 | 52 278 |

| 1920   | 1930   | 1940   | 1950   | 1960   | 1970   |
| ------ | ------ | ------ | ------ | ------ | ------ |
| 56 739 | 54 426 | 62 809 | 64 202 | 66 685 | 79 237 |

| 1980   | 1990   | 2000    | 2010    | - | - |
| ------ | ------ | ------- | ------- | - | - |
| 95 172 | 99 590 | 115 071 | 125 744 | - | - |